# تشارلز هيل (رسام)
تشارلز هيل (بالإنجليزية: Charles Hill) هو رسام أسترالي، ولد في 1824، وتوفي في 16 سبتمبر 1915 في أديلايد في أستراليا.